# Myzejen Zogu
Prinsessan Myzejen Zogu, född 1905, död 1969, var en albansk prinsessa, den fjärde av sex systrar till kung Ahmet Zogu av Albanien. Hon var dotter till Xhemal Pasha Zogolli, hövding av Mati, och Sadije Hanëm Zogolli. Vid hennes brors trontillträde 1928 fick hennes mor titeln drottningmoder, medan hennes halvbror Xhelal blev prins, och hon själv och hennes fem systrar fick titeln prinsessa. Hon var en offa sedd person i det offentliga livet under sin brors regeringstid, och hennes representativa uppgifter handlade främst om kulturfrågor.  
Medan kungens två äldre systrar, Adile Zogu och Nafije Zogu, levde mycket tillbakadragna liv, gav han sina fyra yngre systrar en offentlig roll. I sin strävan att modernisera Albanien, ville han att de skulle utgöra offentliga exempel och förebilder för den moderna kvinnan i Albanien.  
Prinsessorna Senije Zogu, Myzejen Zogu, Ruhije Zogu och Maxhide Zogu fick därför resa på bildningsresor till västra Europa, där de blev kända för sina dyrbara shoppingvanor. De undervisades i språk, piano och dans, ägnade sig åt ridning och tillbringade sommaren i sommarpalatset i Durazzo. De fick också offentliga uppgifter inom den kungliga representationen: Senije ägnade sig åt hälsovård och blev ordförande för Albanska Röda korset, Ruhije fick ägna sig åt utbildning och jämställdhet, Myzejen fick uppgifter kring kultur, och Maxhide tilldelades representationen kring idrott. 
När kungen år 1937 förbjöd slöjan i Albanien, såg han till att hans systrar figurerade offentligt och fotograferades under sin representation, modern klädda och utan slöjor, för att utgöra ett exempel för andra kvinnor i samhällslivet. De tre yngsta systrarna gjorde 1938 en resa till USA, där de blev mycket uppmärksammade, och sedan också en rundresa i Europa. 
Myzejen ryktades 1938 vara förlovad med prins Abdul Moneim av Egypten, kusin till kung Farouk, men det är inte bekräftat. Hon gifte sig aldrig.    
Vid andra världskrigets utbrott 1939 lämnade hon tillsammans med den övriga kungafamiljen Albanien och flyttade till Storbritannien. Hon levde sedan med Zog och den övriga före detta kungliga familjen under deras vistelse i Egypten 1946-1955 och därefter i Cannes i Frankrike. Under tiden i Egypten var hon och Senije särskilt aktiva i att hålla kontakten med den albanska kolonin där.  